# Nitori
 (juillet 2020).
Nitori Co., Ltd est une entreprise japonaise de vente au détail de meubles et d'accessoires pour la maison, dont le siège social se trouve à Sapporo au Japon. Il s'agit de la plus grande chaîne de meubles et d'accessoires de maison au Japon. L'entreprise a été fondée en 1967 par l'actuel président de la société, Akio Nitori. Nitori compte actuellement plus de 400 magasins au Japon et plus de 50 magasins à Taiwan, aux États-Unis et en Chine.
Les produits de la société sont vendus sous la marque "Aki-Home" aux États-Unis.

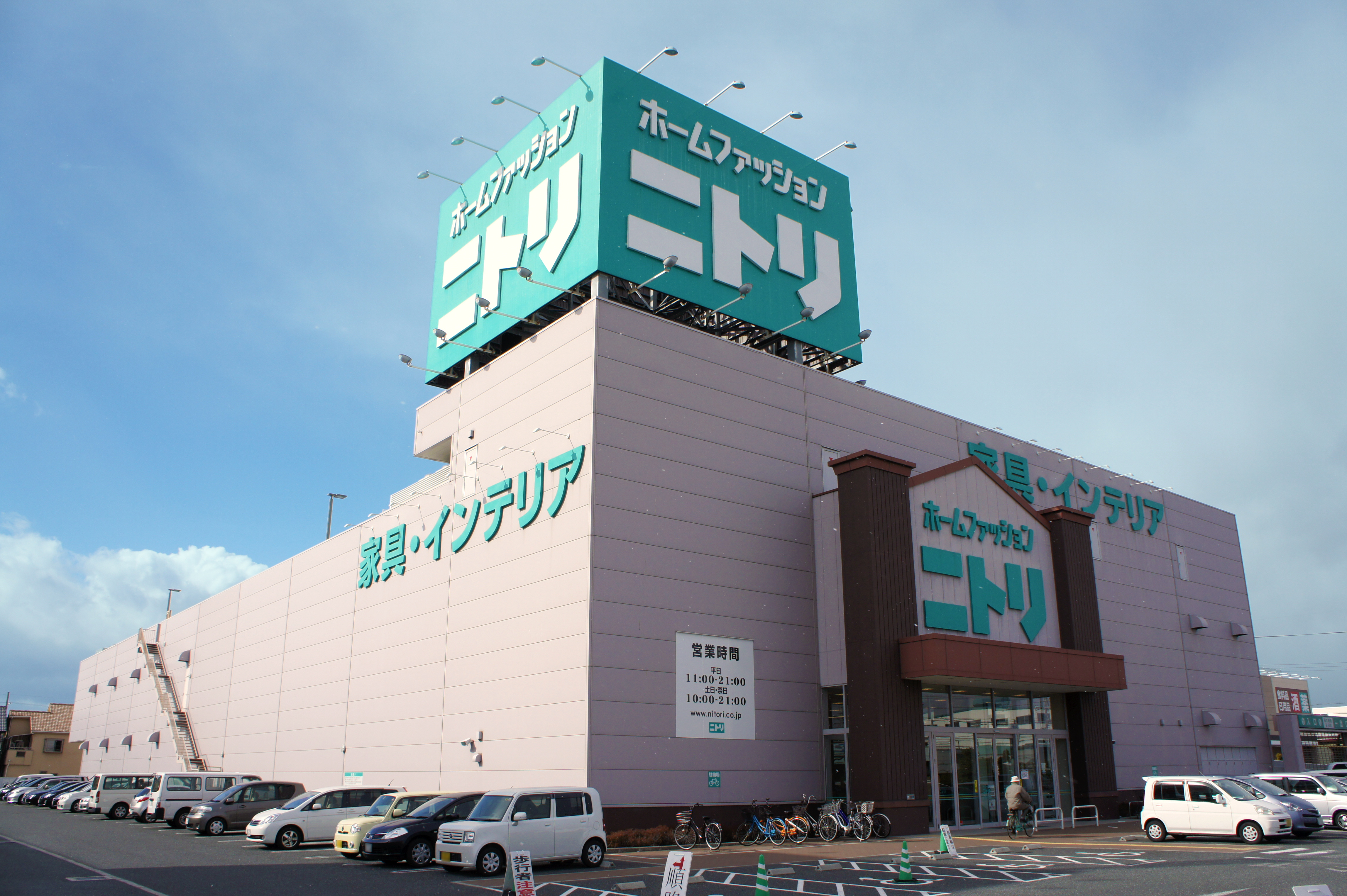
Magasin Nitori à Takatsuki, Osaka.

## Histoire

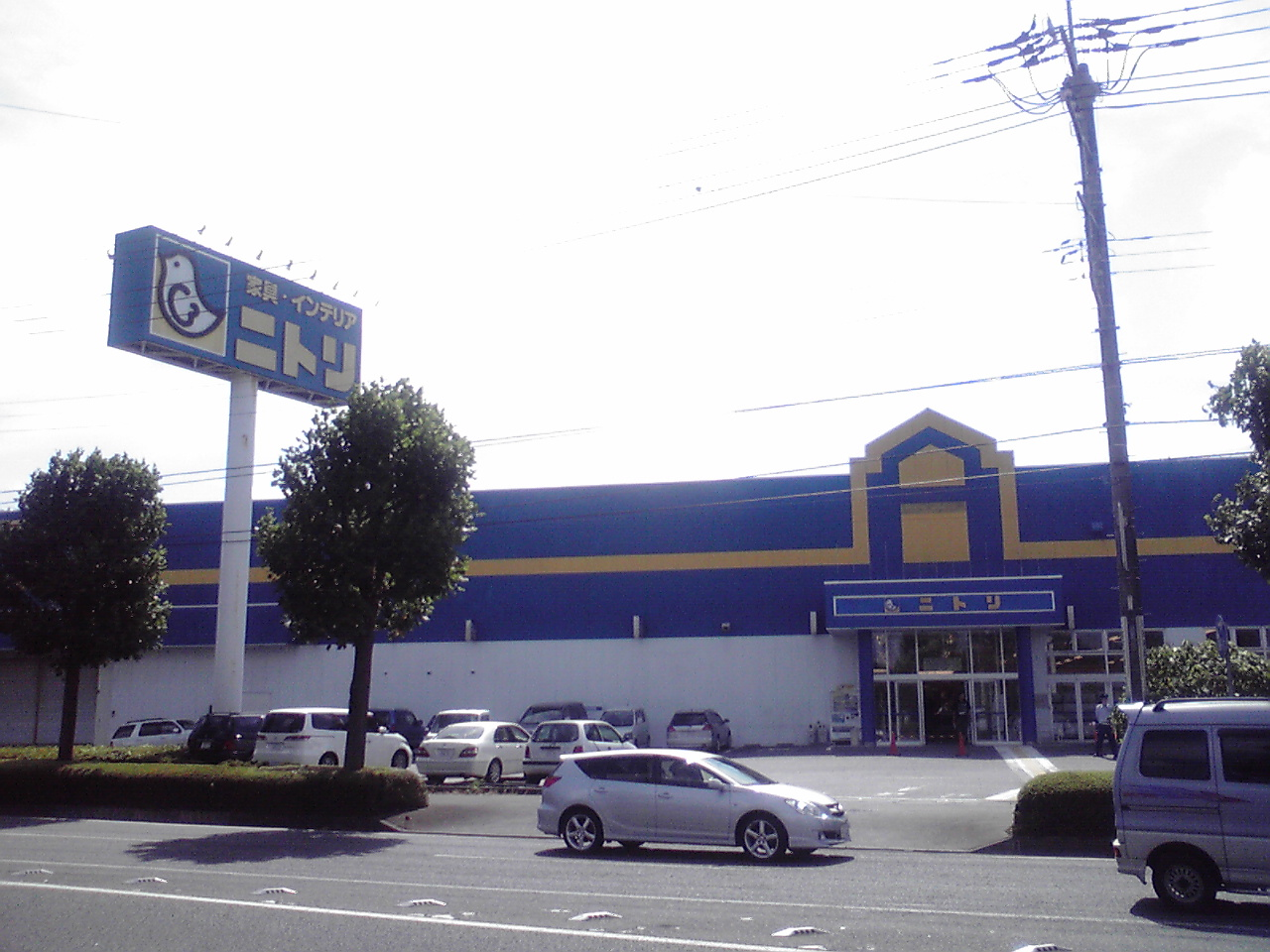
Magasin Nitori à Ushiku, Ibaraki en 2009, montrant l'ancien design de la marque.

- Décembre 1967 : Création du magasin de meubles NITORI à Sapporo, sous “NITORI Furniture Store”.
- Mars 1972 : "NITORI Furniture Wholesale Center Co., Ltd". (2 magasins) fondée.
- 1973 : Adoption d'un programme d'achat direct auprès du vendeur
- Décembre 1975 : Construit le premier dôme aérien du Japon ouvre le magasin Nango (  un magasin de meubles à Shiroishi Ward, Sapporo.)
- Juin 1978 : Changement de la dénomination sociale en "NITORI Furniture Co., Ltd".
- 1980 : Introduction du premier entrepôt vertical automatisé dans l'industrie de la distribution japonaise
- Août 1980 : Le "Centre de distribution" déménage à Teine Ward, Sapporo, et un entrepôt automatisé à plusieurs niveaux est ouvert pour économiser la main d'œuvre et préserver les produits.
- Juin 1981 : "Tomakomai Store" ouvre à Tomakomai, le premier magasin en dehors de Sapporo.
- Mai 1985 : Début des importations directes de produits d'outre-mer.
- 1986 : Début des importations directes à grande échelle de produits d'outre-mer.
- Juillet 1986 : La raison sociale de la société est modifiée en "NITORI Co., Ltd" et le nom du magasin en "Home Furnishing NITORI".
- 1987 : Investi dans la fabrication de meubles, Marumitsu Woodwork, l'établissant effectivement en tant que filiale
- Mars 1989 : "N.T. Singapore PTE, Ltd" est créé en tant que filiale basée à Singapour.
- Septembre 1989 : Inscription à la bourse de Sapporo.
- 1993 : Ouverture du premier magasin à Honshu ("Katsuta Store" ouvre à Hitachinaka, Ibaraki)
- 1994 : Début des opérations dans ses propres usines à l'étranger
- Septembre 1995 : Agrandissement du centre de distribution et mise en place du système d'entrepôt automatisé à plusieurs niveaux le plus avancé.
- Mars 1998 : Changement du nom du magasin en "Home Fashion NITORI".
- Juillet 2000 : Ouverture du centre de distribution de Kanto
- Août 2000 : Marumitsu Co. est devenue une filiale à part entière.
- Octobre 2002 : Inscription à la bourse de Tokyo.
- Février 2003 : Chiffre d'affaires de 100 milliards de yens japonais
- Décembre 2003 : Ouverture du 100ᵉ magasin
- Mars 2004 : Ouverture du "Pinghu Distribution Center" à Shanghai, en Chine. La première société japonaise à obtenir une licence de coentreprise à 100 % basée sur la loi sur la gestion des centres de distribution des exportations et des investissements des entreprises étrangères.
- Septembre 2004 : Entre dans le secteur de la vente en ligne
- Octobre 2004 : Ouverture du "Kansai Distribution Center". Ouverture de l'usine Marumitsu Vietnam.
- Novembre 2004 : Don de 100 millions de yens aux victimes du tremblement de terre de Niigate Chuetsu.
- Janvier 2005 : Donation de 200 millions de yens aux victimes du tremblement de terre de Sumatra par l'intermédiaire de la Croix-Rouge japonaise.
- Février 2005 : Création du fonds d'aide NITORI Hokkaido.
- Mars 2005 : Création de la Fondation internationale de bourses d'études NITORI (La Fondation a changé son statut pour devenir une fondation d'intérêt public constituée en société en octobre 2009). Lancement de l'activité d'agence de publicité sous le nom de NITORI Public Co. (anciennement connue sous le nom de Daimaru Shoji Co., Ltd.) après avoir repris l'activité de Public Center Co., Ltd.
- Novembre 2005 : Acquisition de la norme ISO9001:2000, la norme internationale pour les systèmes de gestion de la qualité des produits.
- Avril 2006 : Ouverture de l'"Akabane Store" à Kita-ku, Tokyo.
- Mai 2007 : Ouverture du magasin Kaohsiung Dream Time à Taiwan, premier magasin à l'étranger
- Juin 2007 : Création du centre logistique de Huizhou à Huizhou, en Chine.
- Juillet 2007 : Lancement d'un service de garantie à long terme pour les meubles.
- Octobre 2007 : Démarrage de l'activité "Système de cuisine intégré". Entrée sur le marché de la rénovation de l'habitat.
- Février 2008 : Chiffre d'affaires de 200 milliards de yens japonais net
- Juin 2008 : Début de la première "Déclaration de réduction des prix". (Réduction des prix à 12 reprises au cours de la période allant jusqu'en 2012).
- Novembre 2008 : Obtention du prix d'argent lors de la 2ᵉ cérémonie de remise des prix du ministère de l'économie, du commerce et de l'industrie pour "l'excellence de l'entreprise en matière de mesures de sécurité des produits".
- Septembre 2009 : Ouverture du deux centièmes magasin.
- Août 2010 : Passage à un système de société holding. Rend la division des ventes et la division logistique indépendantes, respectivement sous les noms de NITORI Co. et Home Logistics Co. Changement du nom de la société en NITORI Holdings Co., Ltd. Parrainage du premier tournoi de golf féminin NITORI. (A continué à parrainer le Tournoi dans la période suivante).
- Octobre 2010 : Ouverture du centre logistique de Kyushu à Sasagurimachi, dans la préfecture de Fukuoka.
- 2011 : Lancement du nouveau format « Deco Home » et lancement des activités de centre commercial dans les opérations de NITORI
- 2012 - 2013 : Chiffre d'affaires de 340 milliards de yens japonais et 300 magasins
- 2013 : Ouverture de « Aki-Home », le premier magasin aux États-Unis
- 2014 : Ouverture du premier magasin à Wuhan, Chine
- Février 2015 : Réalise un chiffre d'affaires net de 400 milliards de yens.
- Avril 2015 : lancement d'une nouvelle marque de mode domestique appelée "NITORI QUALITY LINE". Création du club d'athlétisme féminin NITORI. Ouverture du magasin du Printemps de Ginza, premier magasin à l'intérieur d'un grand magasin.
- Octobre 2015 : Ouverture du 400ᵉ magasin.
- Février 2016 : Toshiyuki Shirai entre en fonction en tant que directeur général de NITORI Holdings Co., Ltd. sur la base d'une résolution d'une réunion du conseil d'administration.
- Mars 2016 : Conclusion d'accords d'affiliation avec trois golfeuses professionnelles.
- Mai 2016 : Changement de statut de la société en une société dotée d'un comité d'audit et de surveillance, sur la base d'une résolution de la 44ᵉ assemblée générale des actionnaires.
- Juillet 2016 : Ouverture du village d'art NITORI Otaru.
- Août 2016 : Introduction d'une nouvelle ligne de marque appelée "DAY value".
- Février 2020 : Masanori Takeda est nommé directeur général de NITORI Co, Ltd.

En novembre 2020, Nitori annonce lancer une offre d'acquisition sur Shimachu, autre entreprise japonaise d'ameublement présente notamment dans la région de Tokyo, pour l'équivalent de 2 milliards de dollars.

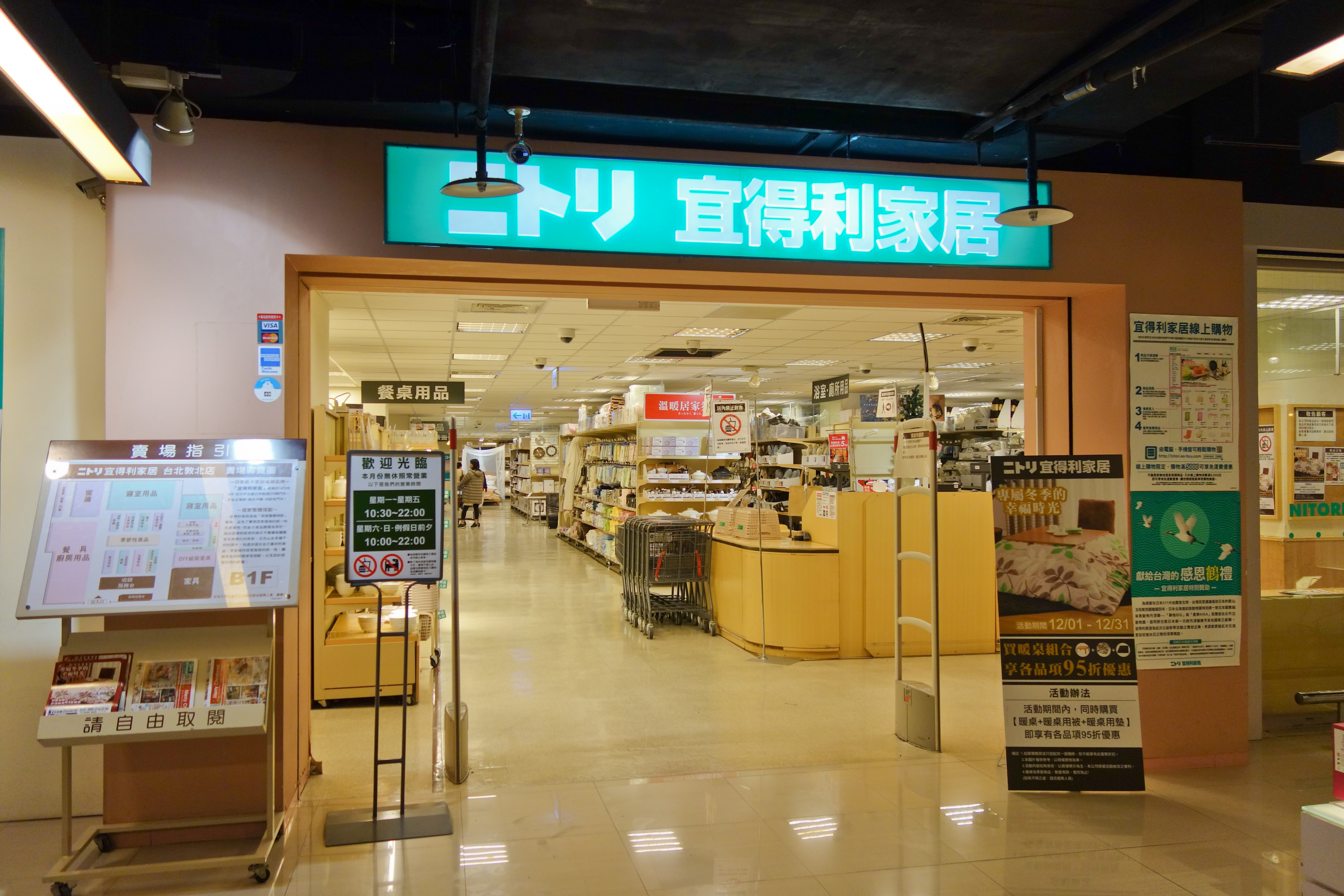
Devanture du magasin Nitori à Songshan District, Taipei, Taiwan.